# 타미야 (기업)

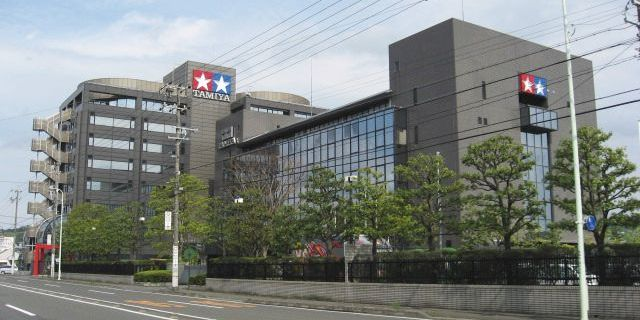

타미야(일본어: 株式会社タミヤ)는 시즈오카현 시즈오카시에 본사를 둔 원조 미니카 제조 업체이며, 타사와의 경쟁 중에서 오래 남아있어 지금까지도 꾸준히 미니카를 만들고 있다.
타미야는 프라모델, 미니카 같은 조립식 장난감 및 완구를 제조한다. 현재는 타미야만 미니카를 만든다.

## 미니카
아반떼라는 이름을 가진 미니카가 유명하다. 대한민국의 실차와 이름이 동일하여 헷갈릴 수 있으나, 그 아반떼와 콜라보를 했다.

## 같이 보기
- 달려라 부메랑
- 우리는 챔피언
- 미니카
- 자동차 모형

1. ↑  기자, 김형원 (2017년 6월 19일). “현대자동차 '아반떼 스포츠' 본따 만든 미니사구 장난감 국내 출시”. 2024년 9월 1일에 확인함.